# Treviana
Treviana è un comune spagnolo di 245 abitanti situato nella comunità autonoma di La Rioja.